# L'Orxa
L'Orxa (castellà: Lorcha, oficialment l'Orxa/Lorcha) és un municipi del País Valencià a la comarca del Comtat. Antigament també coneguda com a Perputxent.

## Història
No és possible datar l'antiguitat del lloc, però hi ha força jaciments de diferents èpoques arreu del terme municipal: coves del barranc de les Foies, del Gorigori, vessants del castell (edat del bronze); Canàssia, (necròpoli romana i jaciment medieval).
Malgrat tot, la primera referència a l'Orxa apareix en el segle xiv, atribuïda a una població de nom Perputxent, en honor de la vall on s'ubica, que, junt amb Benillup, Alcanesia i Beniarrés, constituïa la comanda de Pertputxent i que estaria sota domini del castell conegut com Hisn Burbudjan, que abans de la conquesta era propietat d'Al-Azraq, igual que Polop, Tàrbena, Margarida, la Jovada, Castell de Castells, Queirola i la Vall de Gallinera.
Després de l'ocupació cristiana, continuà regentat pel cabdill musulmà que establí pacte de vassallatge amb Jaume I mitjançant el Pacte del Pouet (1244), que establia la concessió de la meitat de les rendes i pertinences. Durant les revoltes que protagonitzà Al-Azraq fou destruït. El 1269, el rei cedí la vila i el castell a Gil Garcés d'Azagra. Posteriorment Arnau de Romaní en fou el propietari, encara que donà el castell i la vall a l'Orde de l'Hospital l'any 1288. Més tard, el 1319, el senyoriu passà al de Montesa per privilegi de Jaume el Just. Després de l'expulsió dels moriscos, la vila fou repoblada per mallorquins. El 1644 l'Orxa quedava derruïda per un terratrèmol. El 1646 contenia 30 cases.
L'arribada del tren Alcoi-Gandia el 1893 va comportar una important millora en les comunicacions.
Cal destacar que, segons recents investigacions, i contràriament al que es pensava fins ara, l'Orxa i la vall de Perputxent, en general, mai no foren de l'Orde del Temple, sinó que el 1288 esdevingueren propietat de l'Orde de l'Hospital. Segons apunta el Centre d'Estudis Contestans, el malentés es deu a una mala interpretació del treball de Robert Ignatius Burns, El Reino de Valencia en el siglo XII, iglesia y sociedad. La nova conclusió s'ha obtingut amb l'anàlisi i l¡estudi d'altres fonts, entre d'altres, les propietats dels hospitalaris.

### Despoblats moriscos
Al municipi hi ha una sèrie de despoblats moriscos, antics pobles que van perdre la població el 1609 a causa de l'expulsió dels moriscos i no van ser repoblats, com Almadec o Alquenènsia.
La primera vegada que apareix documentat va ser Alquenènsia, situat a la frontera del terme de l'Orxa i el de Beniarrés. El lloc apareix documentat al cens del 1379, avui sols hi queden quatre cases. Abans de l'expulsió dels moriscos, formava part de la vall de Perputxent junt amb Beniarrés, l'Orxa, Benillup de Perputxent, Gaianes, Fontitzelles, Almadec i Benitàixer. Una llegenda local explica que la zona va ser repoblada per mallorquins després que la seva propietària, l'anomenada "Viuda de l'Orxa", els la cedís a canvi de res.

## Demografia i economia
La indústria paperera dugué els millors anys de prosperitat i riquesa per a les comarques entre Xàtiva i Alcoi a la fi del segle xviii. Banyeres de Mariola, Alqueria d'Asnar o Alcoi es convertiren en els principals centres de les indústries de manipulació del paper, els quals generaren una gran activitat econòmica que donava treball a famílies senceres. Els millors resultats es produïren amb l'auge en el consum del paper de fumar. Hui dia el sector és història en la comarca, i només en queda algun taller testimonial a l'Alqueria d'Asnar.
A l'Orxa, la major part de la població activa treballava en una fàbrica de paper, mentres que la resta vivia de l'agricultura de secà, fonamentalment l'olivera i l'ametler. A partir del 1950 el poble patí una gran davallada demogràfica a causa de l'emigració interior, a Alcoi, i l'exterior, a França. El padró de 2004 enregistrava 735 habitants i confirmava així la tendència a la baixa, per comparació al padró de 1994, que comptava 848 orxans.
El març de 2002 tancà la darrera fàbrica de paper del poble, Raduán, SA, i posà fi així a l'activitat de la fabricació de paper al municipi. Va ser una de les dues empreses que mantingué amb independència el seu negoci després de la fusió el 1934 de la majoria d'empreses del sector, que s'agruparen en la raó social de Papeleras Reunidas, S.A. Amb vora un centenar de treballadors, havia iniciat la seua activitat quasi un segle arrere amb la fabricació de papers seda i sulfits, el famós paper de Manila"que va embolicar les taronges valencianes per tot el món. Amb el tancament definitiu, la direcció de l'empresa va despatxar els 43 treballadors que quedaven, els quals ja havien patit una suspensió de pagaments i la reducció de la plantilla a la meitat. Alguns atribuïxen l'acomiadament dels treballadors a la gestió duta per la direcció, i a l'administració, així com als seus assessors i als qui van recomanar en un informe la clausura de la fàbrica, en benefici dels interessos familiars.

## Geografia
Els 32,8 km² de superfície veuen passar el Serpis, convertit aquí en tancat de pesca. L'orografia esquerpa del terme l'ha convertit en destinació habitual de visitants que hi practiquen senderisme, espeleologia, escalada, equitació o cicloturisme, en paratges com ara la cova de Bassiets, la serra la Safor, el Pi Alt, l'estret de l'Orxa, la font dels Oblits, la font Serquera i, també, la cova Llarga, meravella de l'art rupestre llevantí, Patrimoni de la Humanitat.

## Edificis i llocs d'interès
Entre el patrimoni cal destacar:

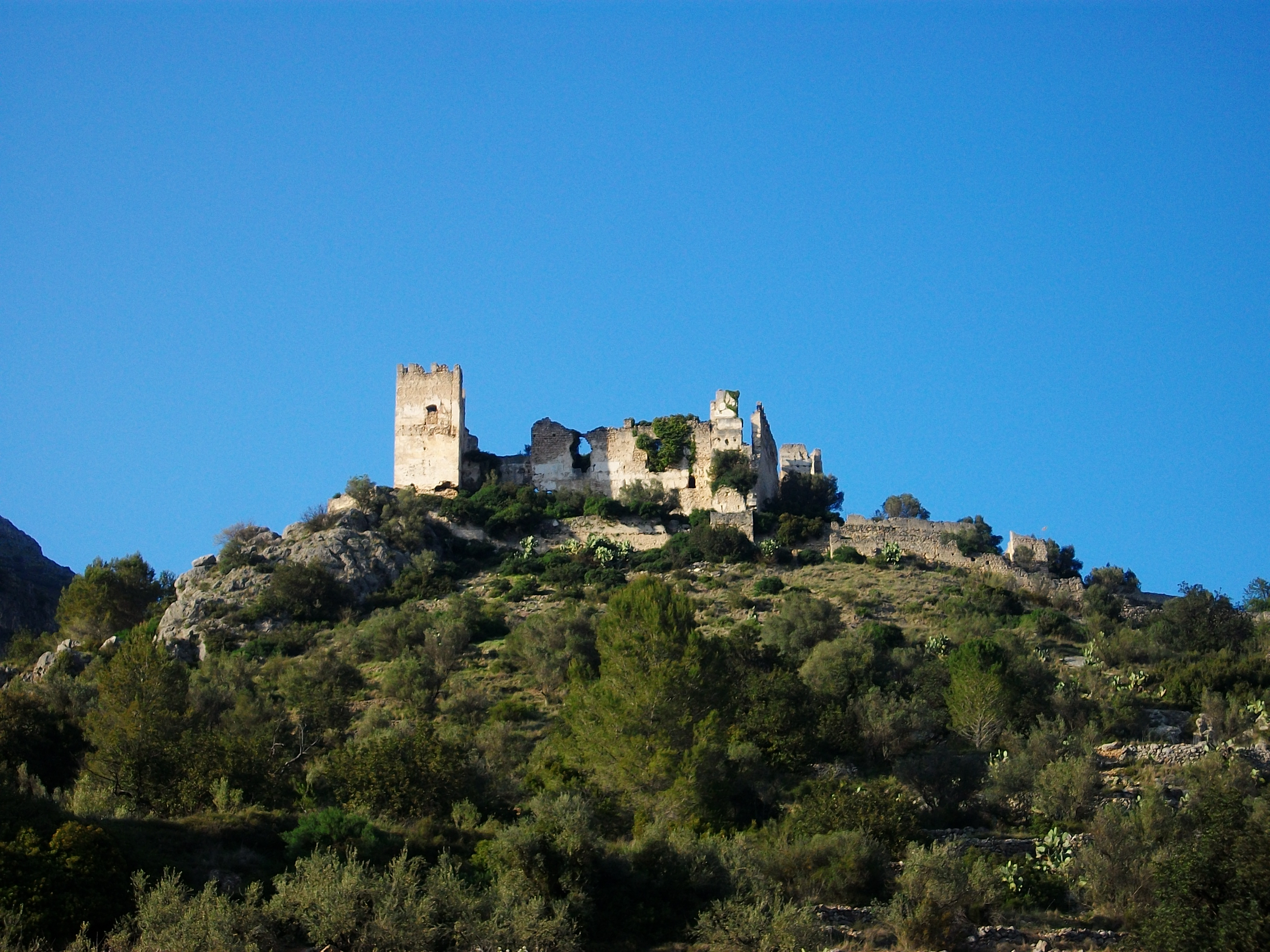
Castell de Perputxent

- Castell de Perputxent: es tracta en realitat de la fusió de dos castells, fàcilment identificables malgrat la ruïna total en què es manté a pesar d'haver estat declarats BIC. L'any 2001, la Conselleria de Cultura va instar els propietaris, ducs de l'Orxa, a intervenir per garantir-ne la conservació, ja que la murada presentava risc de caiguda.
- Església de Santa Maria Magdalena, 1940-1950.
- Ermita.
- Fàbrica de la llum.
- Castell de la Barcella.
- Barranc de les Foies.
- Font dels Bassiets. Paratge als afores del poble que conté una zona d'esbarjo i una font amb aigua fresca i coves subterrànies.
- Font dels Oblits.
- Font de la Serquera.
- Via verda del Serpis

## Política i govern

### Composició de la Corporació Municipal
El Ple de l'Ajuntament està format per 7 regidors. En les eleccions municipals de 26 de maig de 2019 foren elegits 4 regidors del Partit Popular (PP) i 3 de Tots per l'Orxa (TPL).
Anteriorment, en 2015 el TPL obtingué l'alcaldia amb 4 regidors per 3 del PP.
En les eleccions del 2011, el PP obtingué 4 regidors, per 3 del PSPV.
En les eleccions del 2007, Els Verds no es van presentar i el PP obtingué 4 regidors, per 3 del PSPV.
En les eleccions de 2003 el PP aconseguí 2 regidors. El PSPV n'obtingué 3, de regidors i Els Verds-Entesa altres 2. L'alcaldia va caure en mans del PP per primera volta en la història de la democràcia, gràcies al pacte amb Els Verds.

### Alcaldia
Des de 2019 l'alcalde de l'Orxa és Juan Pablo Pinar Mas del Partit Popular (PP).
| Període                       | Alcalde o alcaldessa       | Partit polític | Data de possessió | Observacions |
| ----------------------------- | -------------------------- | -------------- | ----------------- | ------------ |
| 1979–1983                     | José Cloquell Bonell       | PCE            | 19/04/1979        | --           |
| 1983–1987                     | Pedro Llorens Pérez        | UIL            | 28/05/1983        | --           |
| 1987–1991                     | Pedro Llorens Pérez        | PSPV-PSOE      | 30/06/1987        | --           |
| 1991–1995                     | Pedro Llorens Pérez        | PSPV-PSOE      | 15/06/1991        | --           |
| 1995–1999                     | Pedro Llorens Pérez        | PSPV-PSOE      | 17/06/1995        | --           |
| 1999–2003                     | Pedro Llorens Pérez        | PSPV-PSOE      | 03/07/1999        | --           |
| 2003–2007                     | Guillermo Moratal Cloquell | PP             | 14/06/2003        | --           |
| 2007–2011                     | Guillermo Moratal Cloquell | PP             | 16/06/2007        | --           |
| 2011–2015                     | Guillermo Moratal Cloquell | PP             | 11/06/2011        | --           |
| 2015–2019                     | Arnaldo Dueñas Crespo      | TPL            | 13/06/2015        | --           |
| 2019-2023                     | Juan Pablo Pinar Mas       | PP             | 15/06/2019        | --           |
| Des de 2023                   | n/d                        | n/d            | 17/06/2023        | --           |
| Fonts: Generalitat Valenciana |                            |                |                   |              |